# 일본의 문부과학대신
문부과학대신(일본어: 文部科学大臣 몬부카가쿠다이진[*])은 문부과학성의 장으로, 국무대신이다.
2001년 1월 6일의 중앙 성청 개편에 의해 종전의 문부성(1871년 9월 2일~2001년 1월 5일)과 과학기술청(科学技術庁)이 통합되어 그때까지의 문부대신, 과학기술청 장관의 직무가 인계되어 문부과학대신이 되었다.

## 역대 대신
| 대수 | 이름                         | 이름                       | 내각                                         | 취임년월일                       | 소속 정당  |  |
| ---- | ---------------------------- | -------------------------- | -------------------------------------------- | -------------------------------- | ---------- |  |
| 초대 | 마치무라 노부타카 (町村信孝) |                            | 제2차 모리 내각 개조내각 (중앙 성청 개편 후) | 2001년 1월 6일~2001년 4월 26일   | 자유민주당 |  |
| 2대  | 도야마 아쓰코 (遠山敦子)     | 제1차 고이즈미 내각        | 제1차 고이즈미 내각                          | 2001년 4월 26일~2002년 9월 30일  | 무소속     |  |
| 2대  | 도야마 아쓰코 (遠山敦子)     |                            | 제1차 고이즈미 내각 제1차 개조내각           | 2002년 9월 30일~2003년 9월 22일  | 무소속     |  |
| 3대  | 가와무라 다케오 (河村建夫)   |                            | 제1차 고이즈미 내각 제2차 개조내각           | 2003년 9월 22일~2003년 11월 19일 | 자유민주당 |  |
| 4대  | 가와무라 다케오 (河村建夫)   | 제2차 고이즈미 내각        | 제2차 고이즈미 내각                          | 2003년 11월 19일~2004년 9월 27일 | 자유민주당 |  |
| 5대  | 나카야마 나리아키 (中山成彬) |                            | 제2차 고이즈미 내각 개조내각                 | 2004년 9월 27일~2005년 9월 21일  | 자유민주당 |  |
| 6대  | 나카야마 나리아키 (中山成彬) | 제3차 고이즈미 내각        | 제3차 고이즈미 내각                          | 2005년 9월 21일~2005년 10월 31일 | 자유민주당 |  |
| 7대  | 고사카 겐지 (小坂憲次)       |                            | 제3차 고이즈미 내각 개조내각                 | 2005년 10월 31일~2006년 9월 26일 | 자유민주당 |  |
| 8대  | 이부키 분메이 (伊吹文明)     | 제1차 아베 신조 내각       | 제1차 아베 신조 내각                         | 2006년 9월 26일~2007년 8월 27일  | 자유민주당 |  |
| 8대  | 이부키 분메이 (伊吹文明)     |                            | 제1차 아베 신조 내각 개조내각                | 2007년 8월 27일~2007년 9월 26일  | 자유민주당 |  |
| 9대  | 도카이 기사부로 (渡海紀三朗) | 후쿠다 야스오 내각         | 후쿠다 야스오 내각                           | 2007년 9월 26일~2008년 8월 2일   | 자유민주당 |  |
| 10대 | 스즈키 무네오 (鈴木恒夫)     |                            | 후쿠다 야스오 내각 개조내각                  | 2008년 8월 2일~2008년 9월 24일   | 자유민주당 |  |
| 11대 | 시오노야 류 (塩谷立)         | 아소 내각                  | 아소 내각                                    | 2008년 9월 24일~2009년 9월 16일  | 자유민주당 |  |
| 12대 | 가와바타 다쓰오 (川端達夫)   | 하토야마 유키오 내각       | 하토야마 유키오 내각                         | 2009년 9월 16일~2010년 6월 8일   | 민주당     |  |
| 13대 | 가와바타 다쓰오 (川端達夫)   | 간 내각                    | 간 내각                                      | 2010년 6월 8일~2010년 9월 17일   | 민주당     |  |
| 14대 | 다카키 요시아키 (髙木義明)   |                            | 간 내각 제1차 개조내각                       | 2010년 9월 17일~2011년 1월 14일  | 민주당     |  |
| 14대 | 다카키 요시아키 (髙木義明)   |                            | 간 내각 제2차 개조내각                       | 2011년 1월 14일~2011년 9월 2일   | 민주당     |  |
| 15대 | 나카가와 마사하루 (中川正春) | 노다 내각                  | 노다 내각                                    | 2011년 9월 2일~2012년 1월 13일   | 민주당     |  |
| 16대 | 히라노 히로후미 (平野博文)   |                            | 노다 내각 제1차 개조내각                     | 2012년 1월 13일~2012년 6월 4일   | 민주당     |  |
| 16대 | 히라노 히로후미 (平野博文)   |                            | 노다 내각 제2차 개조내각                     | 2012년 6월 4일~2012년 10월 1일   | 민주당     |  |
| 17대 | 다나카 마키코 (田中眞紀子)   |                            | 노다 내각 제3차 개조내각                     | 2012년 10월 1일~2012년 12월 26일 | 민주당     |  |
| 18대 | 시모무라 하쿠분 (下村博文)   | 제2차 아베 신조 내각       | 제2차 아베 신조 내각                         | 2012년 12월 26일~2014년 9월 3일  | 자유민주당 |  |
| 18대 | 시모무라 하쿠분 (下村博文)   |                            | 제2차 아베 신조 내각 개조내각                | 2014년 9월 3일~2014년 12월 24일  | 자유민주당 |  |
| 19대 | 시모무라 하쿠분 (下村博文)   | 제3차 아베 신조 내각       | 제3차 아베 신조 내각                         | 2014년 12월 24일~2015년 10월 7일 | 자유민주당 |  |
| 20대 | 하세 히로시 (馳浩)           |                            | 제3차 아베 신조 내각 제1차 개조내각          | 2015년 10월 7일~2016년 8월 3일   | 자유민주당 |  |
| 21대 | 마쓰노 히로카즈 (松野博一)   |                            | 제3차 아베 신조 내각 제2차 개조내각          | 2016년 8월 3일~2017년 8월 3일    | 자유민주당 |  |
| 22대 | 하야시 요시마사 (林芳正)     |                            | 제3차 아베 신조 내각 제3차 개조내각          | 2017년 8월 3일~2017년 11월 1일   | 자유민주당 |  |
| 23대 | 하야시 요시마사 (林芳正)     | 제4차 아베 신조 내각       | 제4차 아베 신조 내각                         | 2017년 11월 1일~2018년 10월 2일  | 자유민주당 |  |
| 24대 | 시바야마 마사히코 (柴山昌彦) |                            | 제4차 아베 신조 내각 제1차 개조내각          | 2018년 10월 2일~2019년 9월 11일  | 자유민주당 |  |
| 25대 | 하기우다 고이치 (萩生田光一) |                            | 제4차 아베 신조 내각 제2차 개조내각          | 2019년 9월 11일~2020년 9월 16일  | 자유민주당 |  |
| 26대 | 하기우다 고이치 (萩生田光一) | 스가 내각                  | 스가 내각                                    | 2020년 9월 16일~2021년 10월 4일  | 자유민주당 |  |
| 27대 | 스에마츠 신스케 (末松信介)   | 제1차 기시다 내각          | 제1차 기시다 내각                            | 2021년 10월 4일~2021년 11월 10일 | 자유민주당 |  |
| 28대 | 스에마츠 신스케 (末松信介)   | 제2차 기시다 내각          | 제2차 기시다 내각                            | 2021년 11월 10일~2022년 8월 10일 | 자유민주당 |  |
| 29대 | 나가오카 게이코 (永岡桂子)   | 나가오카 게이코 (永岡桂子) | 제2차 기시다 개조내각                        | 2022년 8월 10일~                 | 자유민주당 |  |

## 같이 보기
- 일본 문부과학성
- 일본의 문부과학부대신